# James B. Weaver

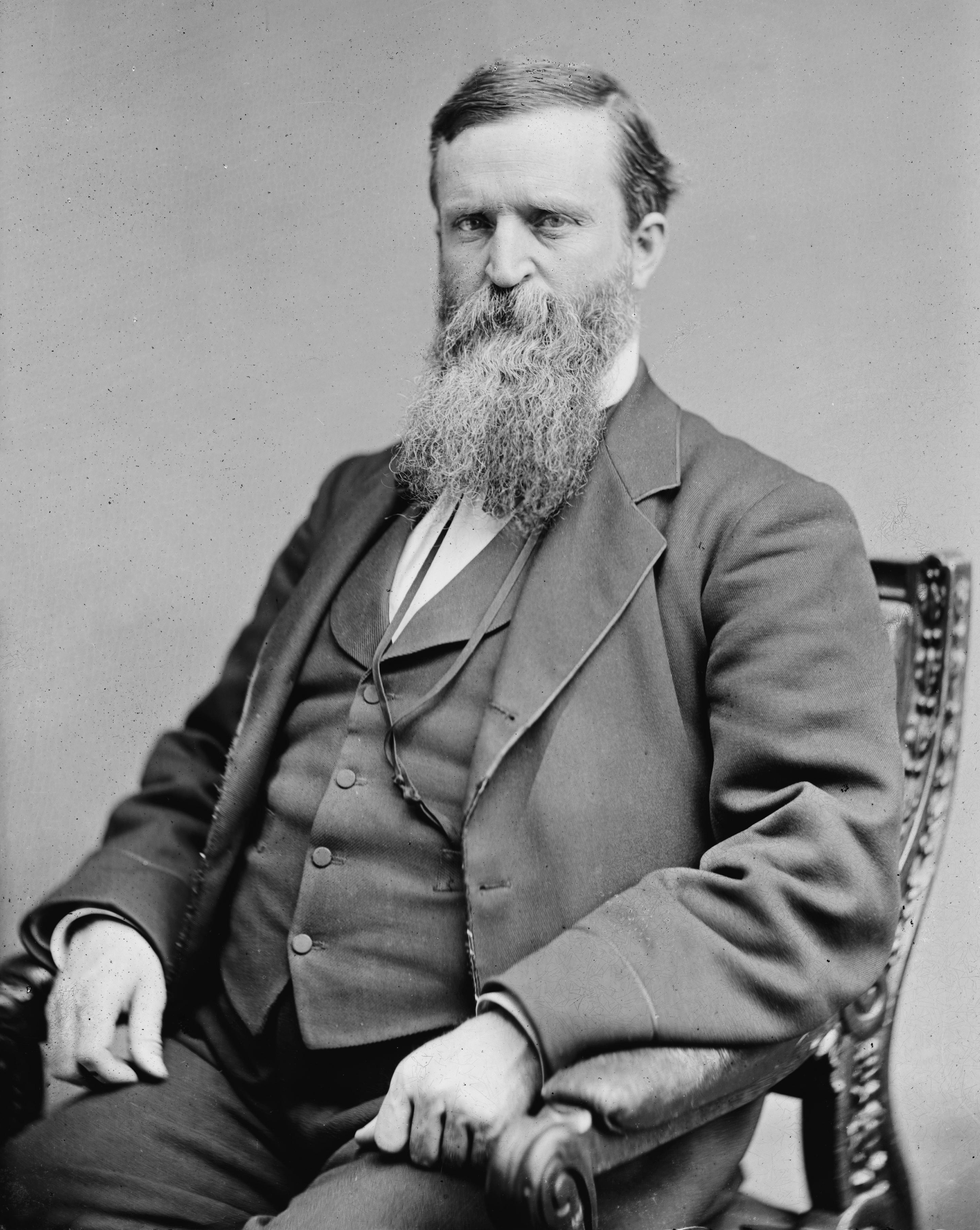
James B. Weaver

James Baird Weaver (* 12. Juni 1833 in Dayton, Ohio; † 6. Februar 1912 in Des Moines, Iowa) war ein US-amerikanischer Politiker. Zwischen 1879 und 1889 vertrat er zweimal den Bundesstaat Iowa im US-Repräsentantenhaus. 1892 und 1896 bewarb er sich jeweils erfolglos um die US-Präsidentschaft.

## Werdegang
Im Jahr 1835 kam James Weaver mit seinen Eltern nach Michigan, wo sie in die Nähe von Cassopolis eine Farm betrieben. 1842 zog die Familie in das Iowa-Territorium weiter. Dort betrieben sie ebenfalls eine Farm nahe Bloomfield. Weaver besuchte die öffentlichen Schulen seiner neuen Heimat. Nach einem anschließenden Jurastudium und seiner im Jahr 1856 erfolgten Zulassung als Rechtsanwalt begann er in Bloomfield in seinem neuen Beruf zu praktizieren. Damals schloss er sich der Bewegung zur Abschaffung der Sklaverei an und wurde zunächst Mitglied der Republikanischen Partei.
Während des Bürgerkrieges diente er zwischen 1861 und 1864 in der Armee der Union. Er nahm an mehreren Schlachten teil und erreichte schließlich den Rang eines Brevet-Brigadegenerals. Im Jahr 1866 wurde Weaver Bezirksstaatsanwalt im zweiten Gerichtsbezirk von Iowa. Zwischen 1867 und 1873 war er bei der Bundessteuerbehörde für Iowa angestellt. In dieser Zeit entfremdete er sich von seiner Partei, auch wegen der Politik der Regierung von Präsident Ulysses S. Grant, die seiner Meinung nach die Großunternehmer auf Kosten der Farmer bevorzugte. Er verließ die Republikaner und wurde Mitglied der kurzlebigen Greenback Party.
Bei den Kongresswahlen des Jahres 1878 wurde Weaver im sechsten Wahlbezirk von Iowa in das US-Repräsentantenhaus in Washington, D.C. gewählt. Dort trat er am 4. März 1879 die Nachfolge des Republikaners Ezekiel S. Sampson an. Da er im Jahr 1880 auf eine erneute Kandidatur für den Kongress verzichtete, konnte er bis zum 3. März 1881 nur eine Legislaturperiode absolvieren.
1880 wurde Weaver auf dem Bundeskongress seiner Partei als deren Kandidat für die Präsidentschaftswahlen dieses Jahres nominiert. Bei der Wahl erhielt er knapp 308.600 Stimmen, während die beiden Kandidaten der großen Parteien jeweils auf über 4,4 Millionen Stimmen kamen. Wahlsieger wurde schließlich der Republikaner James A. Garfield. 1882 kandidierte Weaver erfolglos für seine Rückkehr in das US-Repräsentantenhaus. Zwei Jahre später, im Jahr 1884, schaffte er aber dann doch den Wiedereinzug in den Kongress. Dort konnte er nach einer Wiederwahl im Jahr 1886 zwischen dem 4. März 1885 und dem 3. März 1889 zwei weitere Legislaturperioden absolvieren. Bis 1887 war er Vorsitzender des Ausschusses zur Kontrolle der Ausgaben des Innenministeriums und ab 1887 Mitglied im Patentausschuss. Bei den Wahlen des Jahres 1888 unterlag er dem Republikaner John F. Lacey.
Um diese Zeit löste sich die Greenback Party auf und die meisten Mitglieder traten der Demokratischen Partei bei. Weaver widersetze sich dieser Bewegung hin zu den Demokraten und war an der Gründung der Populist Party beteiligt. Bei den Präsidentschaftswahlen 1892 war er deren Spitzenkandidat. Bei diesen Wahlen gewann er über eine Million Wählerstimmen und die Wahlmänner von vier Bundesstaaten (Nevada, Idaho, Colorado, Kansas); insgesamt entfielen auf ihn 22 der 444 Wahlmänner. Das reichte aber erneut nicht aus, um die Kandidaten der beiden großen Parteien zu gefährden. Die Wahl wurde von dem demokratischen Ex-Präsidenten Grover Cleveland gewonnen.
Bei der Präsidentschaftswahl 1896 unterstützte James Weaver den aus der Populist Party hervorgegangenen William Jennings Bryan, der für die Demokraten kandidierte. Da Bryan aber nicht den von den Populisten gewünschten Kandidaten zu seinem Vizepräsidentschaftskandidaten nominierte, entzogen ihm viele Populisten die Unterstützung. Das war einer der Gründe für dessen Niederlage. Gewählt wurde der Republikaner William McKinley.
Zwischen 1901 und 1903 war James Weaver Bürgermeister von Colfax. Danach zog er sich aus der Politik zurück. Er starb am 6. Februar 1912 in Des Moines. Weaver war ab 1858 mit Clara Vinson (1832–1913) verheiratet.